# Acer schoenermarkiae
Acer schoenermarkiae é uma espécie de árvore do gênero Acer, pertencente à família Aceraceae.